# 鳥居坂教会

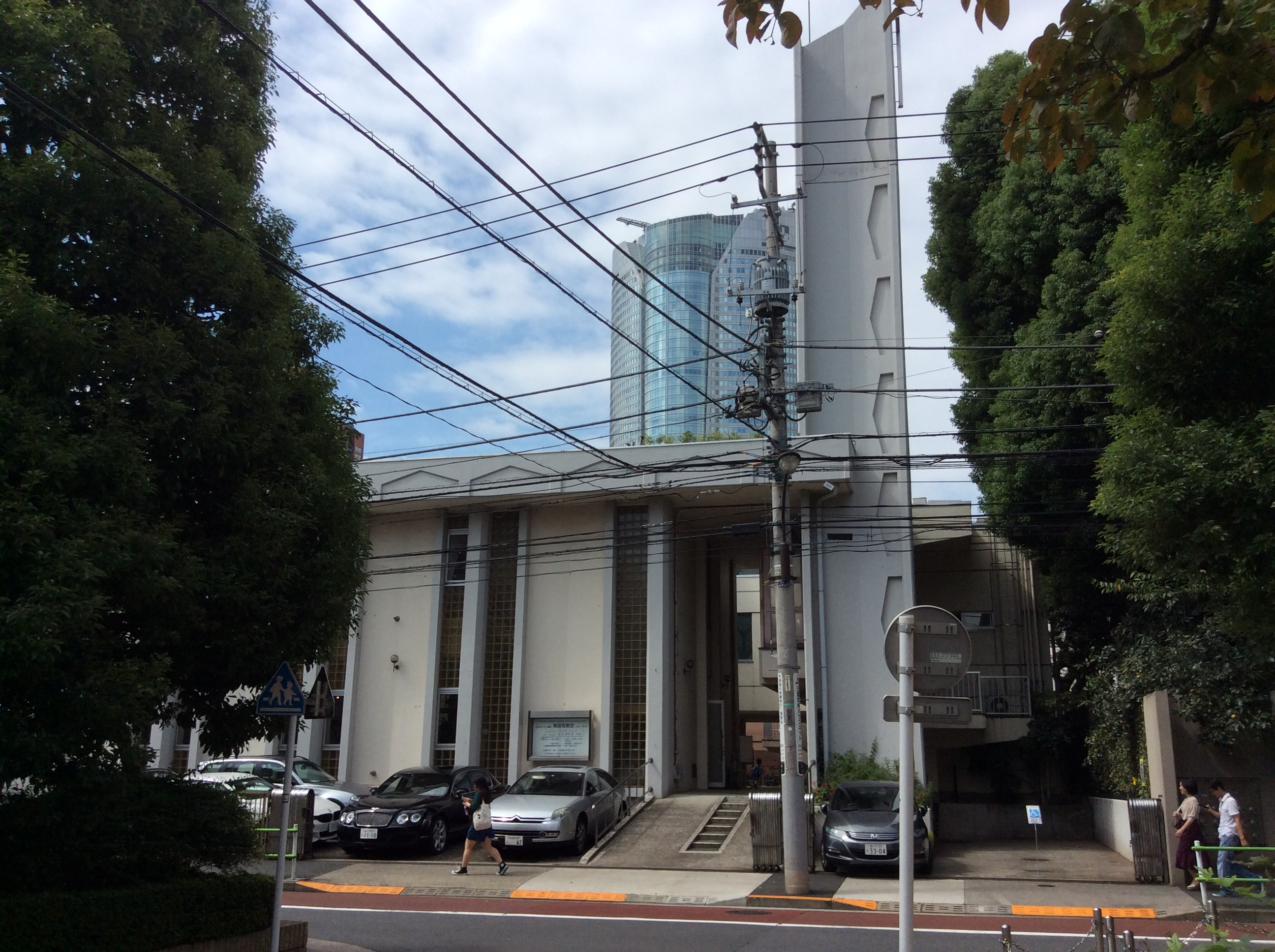
鳥居坂教会（2017年9月24日撮影）

鳥居坂教会（とりいざかきょうかい）は、東京都港区麻布の鳥居坂にある日本基督教団の教会である。
築地教会講義所から発展し麻布教会となり、その後改称されて鳥居坂教会となった。

## 沿革

### 築地教会講義所時代
1873年　デイヴィッドソン・マクドナルドがジョージ・コクランと共にカナダ・ウェスレアン・メソジスト教会より宣教師として日本に派遣される。Ｄ．マクドナルド、静岡に赴任し、静岡教会の基礎を築く。
1879年　Ｄ．マクドナルド、東京に移る。
1883年
- 秋頃 Ｄ．マクドナルド、東洋英和学校のため麻布東鳥居坂町13番地の土地を購入。東洋英和女学校（後の東洋英和女学院）の土地代を立て替えることをマーサ・カートメルと約束。
- Ｄ．マクドナルド、築地教会講義所を設立。

1884年
- 6月　小林光泰築地教会牧師が講義所を兼牧。
- 10月20日　東洋英和女学校が麻布東鳥居坂町14番地に開校。カートメルが初代校長、小林光泰が初代校主となる[2]。全職員と全生徒が出席することが義務付けられた。
- 11月1日　東洋英和学校が麻布東鳥居坂町13番地に開校。ジョージ・コクランが初代校長となる。[2]

### 麻布教会時代
1884年12月　小会堂が建設され、麻布教会になった。
1885年　小林光泰牧師、築地教会牧師を離任し麻布教会初代牧師に就任。
1887年
- 5月　小林光泰牧師、静岡教会に転任[4]。
- 6月　平岩愃保牧師、静岡教会より転任し2代目牧師となる[5]。平岩愃保は東洋英和女学校2代目校主を兼任[2]。

1889年　伊藤為吉設計の500名収容可能の会堂を建設する。
1892年
- 平岩愃保牧師、麻布教会牧師を離任し東洋英和学校校長となる。
- 7月　高木壬太郎、3代目牧師に就任[7]。

1895年
- 高木壬太郎牧師、麻布教会を離任。カナダのヴィクトリア大学神学部に留学。[7]

- 武田芳三郎牧師、4代目牧師に就任[8]。

1898年
- 武田芳三郎牧師、麻布教会を離任[8]。
- 6月　小林光泰牧師、甲府教会から転任し牛込教会も兼任する[4][9]。

1899年
- 5月8日　小林光泰牧師、麻布教会で開催された第11次年会の途中で腸チフスにかかる[9]。
- 6月2日　小林光泰牧師、召天[4][9]。
- 6月　波多野伝四郎牧師、中央会堂から転任し6代目牧師に就任。牛込教会を兼牧。[10]

1904年
- 波多野伝四郎牧師、甲府教会に転任[10]。
- 高木 壬太郎牧師、駒込教会牧師から転任し第７代牧師となる[7]。

### 鳥居坂教会時代
1941年に日本基督教団に合同して鳥居坂教会と改称する。
1945年5月25日に空襲で教会は焼失する。
1950年に六本木5丁目に会堂を再建する。
1971年には鉄筋コンクリートの会堂になる。
1983年には教育館を改築。
1994年には会堂と意匠をあわせた鉄筋コンクリートの教育館に改築する。

## 歴代牧師
- 初代　1885年 - 1887年 小林光泰[8]
- 2代目 1887年 - 1892年 平岩愃保[8]
- 3代目 1892年 - 1895年 高木壬太郎[8]
- 4代目 1895年 - 1898年 武田芳三郎[8]
- 5代目 1898年 - 1899年 小林光泰[8]
- 6代目 1899年 - 1904年 波多野伝四郎[8]
- 7代目 1904年 - 1907年 高木壬太郎[8]
- 8代目 1907年 - 1910年 橋本睦之[8]
- 9代目 1910年 - 1921年 倉長　巍[8]
- 10代目 1921年 - 1926年 宮沢六郎[8]
- 11代目 1926年 - 1933年 藤岡　潔[8]
- 12代目 1933年 - 1971年 浜崎次郎[8]
- 13代目 1971年 - 1977年 大竹　弘[8]
- 14代目 1977年 - 1984年 深町正信[8]
- 15代目 1984年? - ? 長山信夫[8]
- 16代目 ? - ? 張田　眞
- 17代目 ? -  野村　稔

## 有名な信徒
- 江原素六（沼津教会設立者・麻布中学校設立者・私立駿東高等女学院設立者）
- 佐渡卓（日本国土開発社長）
- 松村一
- 水野恭介
- 戸板関子（戸板学園の創立者）
- 佐々木多門（日本の銀行家・経済学者）